# Diego Maurício
Diego Maurício Machado de Brito (Rio de Janeiro, 25 giugno 1991) è un calciatore brasiliano, attaccante svincolato.

## Carriera

### Club
Ha debuttato con la prima squadra del Flamengo il 23 maggio 2010 nella vittoria casalinga per 3-1 contro il Gremio Prudente. Circa due mesi dopo, il 21 luglio, ha segnato la sua prima rete da professionista nel pareggio con l'Avaí.
In patria è stato paragonato molte volte a Ronaldinho, benché il suo soprannome sia Drogbinha, a causa della somiglianza fisica don Didier Drogba.

### Nazionale
Nel 2011 ha disputato il campionato sudamericano under 20 in Perù.

## Statistiche

### Presenze e reti nei club
Statistiche aggiornate al 21 aprile 2025.
| Stagione            | Squadra             | Campionato      | Campionato | Campionato | Coppe nazionali | Coppe nazionali | Coppe nazionali | Coppe continentali | Coppe continentali | Coppe continentali | Altre coppe | Altre coppe | Altre coppe | Totale | Totale |
| Stagione            | Squadra             | Comp            | Pres       | Reti       | Comp            | Pres            | Reti            | Comp               | Pres               | Reti               | Comp        | Pres        | Reti        | Comp   | Pres   |
| ------------------- | ------------------- | --------------- | ---------- | ---------- | --------------- | --------------- | --------------- | ------------------ | ------------------ | ------------------ | ----------- | ----------- | ----------- | ------ | ------ |
| 2010                | Flamengo            | A/RJ+A          | 0+29       | 0+5        | CB              | -               | -               | -                  | -                  | -                  | -           | -           | -           | 29     | 5      |
| 2011                | Flamengo            | A/RJ+A          | 9+21       | 1+1        | CB              | 4               | 1               | CL                 | 2                  | 0                  | -           | -           | -           | 36     | 3      |
| gen.-giu. 2012      | Flamengo            | A/RJ+A          | 8+5        | 0          | -               | -               | -               | -                  | -                  | -                  | -           | -           | -           | 13     | 0      |
| Totale Flamengo     | Totale Flamengo     | Totale Flamengo | 17+55      | 1+6        |                 | 4               | 1               |                    | 2                  | 0                  |             |             |             | 78     | 8      |
| 2012-2013           | Spartak Vladikavkaz | PL              | 12         | 0          | CR              | 1               | 0               | -                  | -                  | -                  | -           | -           | -           | 13     | 0      |
| lug.-dic. 2013      | Sport Recife        | B               | 5          | 0          | CB              | -               | -               | CS                 | 1                  | 0                  | -           | -           | -           | 6      | 0      |
| 2014-gen. 2015      | Vitória Setúbal     | PL              | 4          | 0          | CP+CdL          | 0+1             | 0               | -                  | -                  | -                  | -           | -           | -           | 5      | 0      |
| gen.-set. 2015      | Bragantino          | A1/SP+B         | 13+13      | 4+2        | CB              | 2               | 0               | -                  | -                  | -                  | -           | -           | -           | 28     | 6      |
| set. 2015-gen. 2016 | Al-Qadisiya         | PL              | 5          | 0          | CA              | 0               | 0               | -                  | -                  | -                  | -           | -           | -           | 5      | 0      |
| feb.-dic. 2016      | Cangzhou Xiongshi   | SL              | 25         | 4          | CC              | 1               | 0               | -                  | -                  | -                  | -           | -           | -           | 26     | 4      |
| 2017                | Gangwon             | K1              | 32+4       | 12+1       | CC              | 2               | 0               | -                  | -                  | -                  | -           | -           | -           | 38     | 13     |
| 2018                | Gangwon             | K1              | 30+5       | 7+0        | CC              | 1               | 0               | -                  | -                  | -                  | -           | -           | -           | 36     | 7      |
| Totale Gangwon      | Totale Gangwon      | Totale Gangwon  | 71         | 20         |                 | 3               | 0               |                    | -                  | -                  |             | -           | -           | 74     | 20     |
| 2019                | Busan IPark         | K2              | 21+3       | 6+0        | CC              | 1               | 0               | -                  | -                  | -                  | -           | -           | -           | 25     | 6      |
| 2020                | CSA                 | CA+B            | 4+1        | 0+0        | CB              | 1               | 0               | -                  | -                  | -                  | CN          | 5           | 0           | 11     | 0      |
| 2020-2021           | Odisha              | ISL             | 20         | 12         | -               | -               | -               | -                  | -                  | -                  | -           | -           | -           | 20     | 12     |
| 2021-gen.2022       | Al-Shahaniya        | SD              | 9          | 8          | -               | -               | -               | -                  | -                  | -                  | -           | -           | -           | 9      | 8      |
| gen.-giu.2022       | Mumbai City         | ISL             | 7          | 3          | -               | -               | -               | AFC                | 4                  | 2                  | -           | -           | -           | 11     | 5      |
| 2022-2023           | Odisha              | ISL             | 20+1       | 12         | SC              | 5               | 5               | QAFC Cup           | 1                  | 3                  | DC          | 5           | 2           | 32     | 22     |
| 2023-2024           | Odisha              | ISL             | 17+3       | 10+1       | SC              | 5               | 3               | AFC Cup            | 8                  | 3                  | DC          | -           | -           | 33     | 17     |
| 2024-2025           | Odisha              | ISL             | 22         | 9          | SC              | 1               | 0               | -                  | -                  | -                  | DC+BT       | -+4         | -+1         | 27     | 10     |
| Totale Odisha       | Totale Odisha       | Totale Odisha   | 86         | 44         |                 | 11              | 8               |                    | 9                  | 6                  |             | 9           | 3           | 115    | 61     |
| Totale carriera     | Totale carriera     | Totale carriera | 351        | 98         |                 | 25              | 9               |                    | 16                 | 8                  |             | 14          | 3           | 406    | 118    |

## Palmarès

### Club

#### Competizioni statali
- Campionato Carioca: 1

Flamengo: 2011

#### Competizioni nazionali
- Super Cup (India): 1

Odisha: 2023

### Nazionale
- Campionato sudamericano Under-20: 1

Perù 2011

### Individuale
- Indian Super League Golden Boot: 1

2022-2023